# Aarão Abiob
Aarão Abiob (אהרן אביוב; Grécia, 1535 — 1605) foi um rabino de Tessalónica, e foi também o autor de ha-ANSR de Shemen (óleo do Myrrh). Deixou para a posteoridade um comentário literário do Livro de Esther, cujo título é "Oleum Myrrhoe ex ravvinorum commentariis", impresso em 1601.